# Curtara annulipes
Curtara annulipes är en insektsart som beskrevs av Spångberg 1881. Curtara annulipes ingår i släktet Curtara och familjen dvärgstritar. Inga underarter finns listade i Catalogue of Life.